# Membrana tectorial

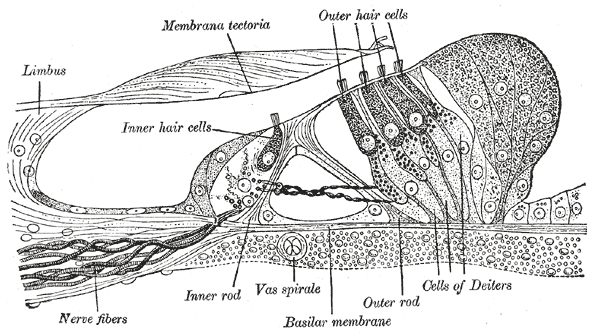
Ouvido interno

A membrana tectorial é uma estrutura do ouvido interno localizada próxima à membrana vestibular.

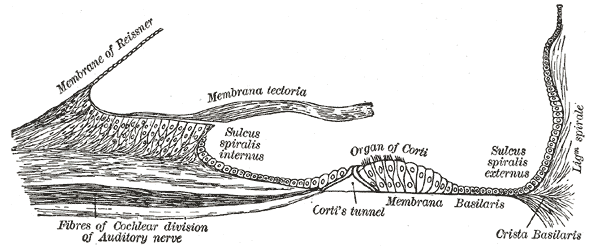

Tem origem a partir da ectoderme.